# Khammuan (provins)
Khammuan, (lao:  ຄໍາມ່ວນ) är en provins i centrala Laos. Provinsen hade 392 052 invånare år 2015, på en area av 16 315 km². Provinshuvudstaden är Thakhek.

## Administrativ indelning
Provinsen är indelad i följande distrikt:
1. Boualapha (12-06)
2. Hinboun (12-04)
3. Mahaxay (12-02)
4. Nakai (12-07)
5. Nhommalath (12-05)
6. Nongbouk (12-03)
7. Thakhek (12-01)
8. Xaybouathong (12-09)
9. Xebangfay (12-08)